# Porcupine Plain
Porcupine Plain es un pueblo canadiense situado en la provincia de Saskatchewan.

## Superficie
Porcupine Plain tiene una superficie de 2,12 km².

## Demografía
En 2021, tenía 817 habitantes, una densidad poblacional de 384,6 hab./km², y 400 viviendas.